# Julian Freibott
Julian Freibott (* 1990 in Ebern) ist ein deutscher Opernsänger (Tenor).

## Leben
Julian Freibott erhielt seine erste musikalische Ausbildung in Regensburg bei den Regensburger Domspatzen, wo er bis zum Abitur 2009 das Musikgymnasium besuchte. Sein Gesangsstudium an der Hochschule für Musik Würzburg schloss er 2013 mit Diplom ab, anschließend studierte er im Master bei Konrad Jarnot an der Robert Schumann Hochschule Düsseldorf. Abgerundet wurde seine Ausbildung durch Meisterkurse bei u. a. Peter Schreier, Werner Güra, Angelika Kirchschlager und Emma Kirkby.
Während des Studiums sammelte er am Mainfranken Theater Würzburg, bei der Pocket Opera Company Nürnberg, der Kammeroper München und der Jungen Oper Schloss Weikersheim erste Erfahrungen auf der Opernbühne, außerdem trat er als Lied- und Konzertsänger in der Tonhalle Düsseldorf, der Meistersingerhalle Nürnberg und der Allerheiligen-Hofkirche, sowie mit Musikern der Bamberger Symphoniker und der Nürnberger Symphoniker auf.
Anfang 2016 debütierte er als Gast am Theater Erfurt und wurde in der Folge für mehrere Produktionen engagiert. Seit der Spielzeit 2017/18 ist er dort festes Ensemblemitglied unter musikalischer Leitung von Joana Mallwitz und Myron Michailidis, übernahm u. a. die Partie des Tamino in Die Zauberflöte und des Lorenzo in Fra Diavolo. Als Camille de Rossillon (Die lustige Witwe) gastierte er zuletzt am Staatstheater am Gärtnerplatz in München.
Mit dem Pianisten Ralph Neubert verbindet ihn eine regelmäßige Liedarbeit, außerdem trat er u. a. mit Eric Schneider und Gerold Huber beim Kissinger Sommer und den Kreuzgangspielen Feuchtwangen auf.

## Opern und Operetten
- Die Zauberflöte (Tamino)
- Die Entführung aus dem Serail (Belmonte)
- Die lustige Witwe (Camille de Rosillon)
- Le comte Ory (Le comte Ory)
- The Turn of the Screw (Peter Quint/Prologue)
- Die Hochzeit des Figaro (Basilio)
- La finta semplice (Polidoro)
- Gutenberg [UA] (Probst/Geselle/1. Bürger)
- Cabaret Voltaire [UA] (Hugo Ball)
- La Calisto (Endimione)
- Il ritorno d’Ulisse in patria (Eurimaco/Anfinomo/Eumete)
- Alcina (Oronte)
- Street Scene (Sam Kaplan)
- Salon Pitzelberger (Babylas)
- Die verkaufte Braut (Wenzel)
- Fra Diavolo (Lorenzo)
- Im weißen Rößl (Dr. Otto Siedler)

## Oratorien, Requien und Passionen (Auswahl)
- Weihnachtsoratorium von Johann Sebastian Bach
- Matthäus-Passion von Johann Sebastian Bach
- Johannes-Passion von Johann Sebastian Bach
- Requiem von Wolfgang Amadeus Mozart
- Petite Messe solennelle von Gioachino Rossini
- Elias von Felix Mendelssohn Bartholdy
- Cäcilienmesse von Joseph Haydn
- Messiah von Georg Friedrich Händel
- Hercules von Georg Friedrich Händel

## Lieder (Auswahl)
- Die schöne Müllerin von Franz Schubert
- An die ferne Geliebte von Ludwig van Beethoven
- Dichterliebe von Robert Schumann
- Liederkreis von Robert Schumann
- Spanisches Liederspiel von Robert Schumann
- Schlichte Weisen von Richard Strauss
- Der Krämerspiegel von Richard Strauss
- Deutsche Volkslieder von Johannes Brahms
- Liebeslieder-Walzer von Johannes Brahms
- Zigeunerlieder von Johannes Brahms
- Les mélodies von Henri Duparc
- La mort du nombre von Olivier Messiaen
- Die kleinen Lieder von Manfred Trojahn

## Preise und Ehrungen
- Jeunes Ambassadeurs lyriques, Montreal[3]
- Operetten-Preis von BR-Klassik[4]
- Richard-Strauss-Wettbewerb, Salzburg
- Internationale Sommerakademie Mozarteum Salzburg
- Richard-Wagner-Verband, Regensburg
- Deutschlandstipendium
- Bundeswettbewerb Jugend musiziert